# Jacob Alting

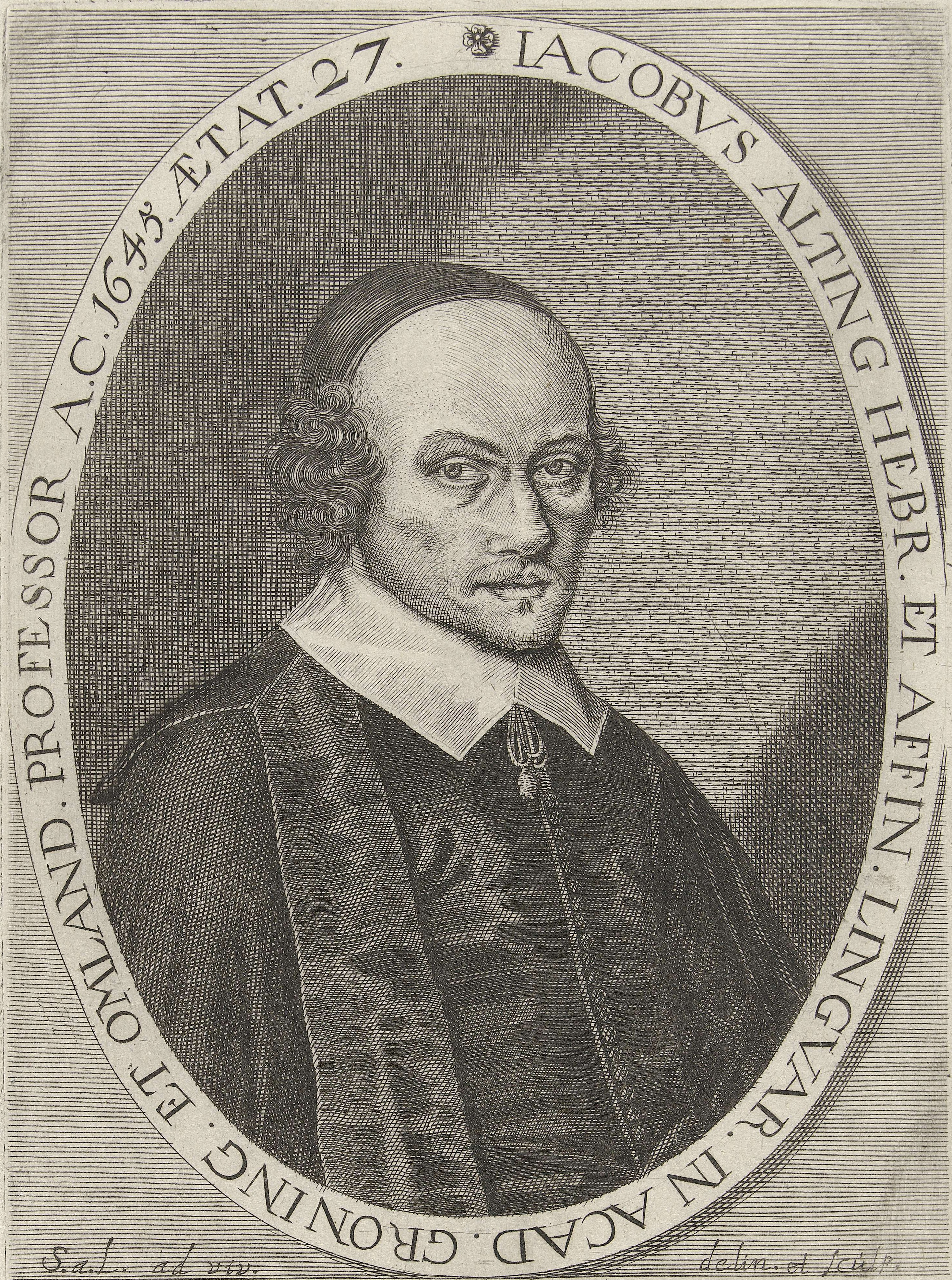
Portret van Alting (Steven van Lamsweerde, 1654)

Jacob(us) Alting (Heidelberg, 27 september 1618 — ?Groningen, 20 augustus 1679) was een Nederlandse filoloog en theoloog. 
Jacob was de zoon van Hendrik Alting, een hoogleraar in Heidelberg. Zijn vader woonde in 1618/1619 de Dordtse Synode bij. Alting verhuisde in 1622 naar Leiden en in 1627 naar Groningen.
Jacob werd professor aan de Universiteit Groningen: in 1643 in de oosterse talen en in 1667 in de theologie. Zijn publicaties werden in 1687 door Balthasar Bekker verzorgd.